# Ihme-Roloven
Ihme-Roloven è una frazione (Ortsteil) della città di Ronnenberg, nel land della Bassa Sassonia, in Germania.

## Storia
Il comune di Ihme-Roloven, nel circondario di Hannover, fu costituito nel 1929 dall'unione dei dissolti comuni di Ihme e Roloven; fu soppresso e incorporato a Ronnenberg il 1º marzo 1974.